# Contarinia pyrivora
Cécidomyie des poirettes
Espèce
Contarinia pyrivora, la cécidomyie des poirettes, est une espèce d'insectes diptères nématocères de la famille des Cecidomyiidae dont la larve se développe dans les poires, sur jeunes fruits.

## Description
L'adulte mesure de 2 à 3 mm. Il a la tête noire, les antennes brunâtres. Son thorax est noir, ses  ailes bien développées, légèrement enfumées. Les pattes sont longues et brunes. L'ovipositeur (ou oviscapte ou tarière) de la femelle peut se dévaginer et atteindre la longueur du corps.
Les œufs mesurent 0,3 mm x 0,1 mm.
La larve fait de 2,5 mm à 3 mm, elle est effilée aux deux extrémités et montre une segmentation transversale accusée. La spatule sternale, est bien développée.

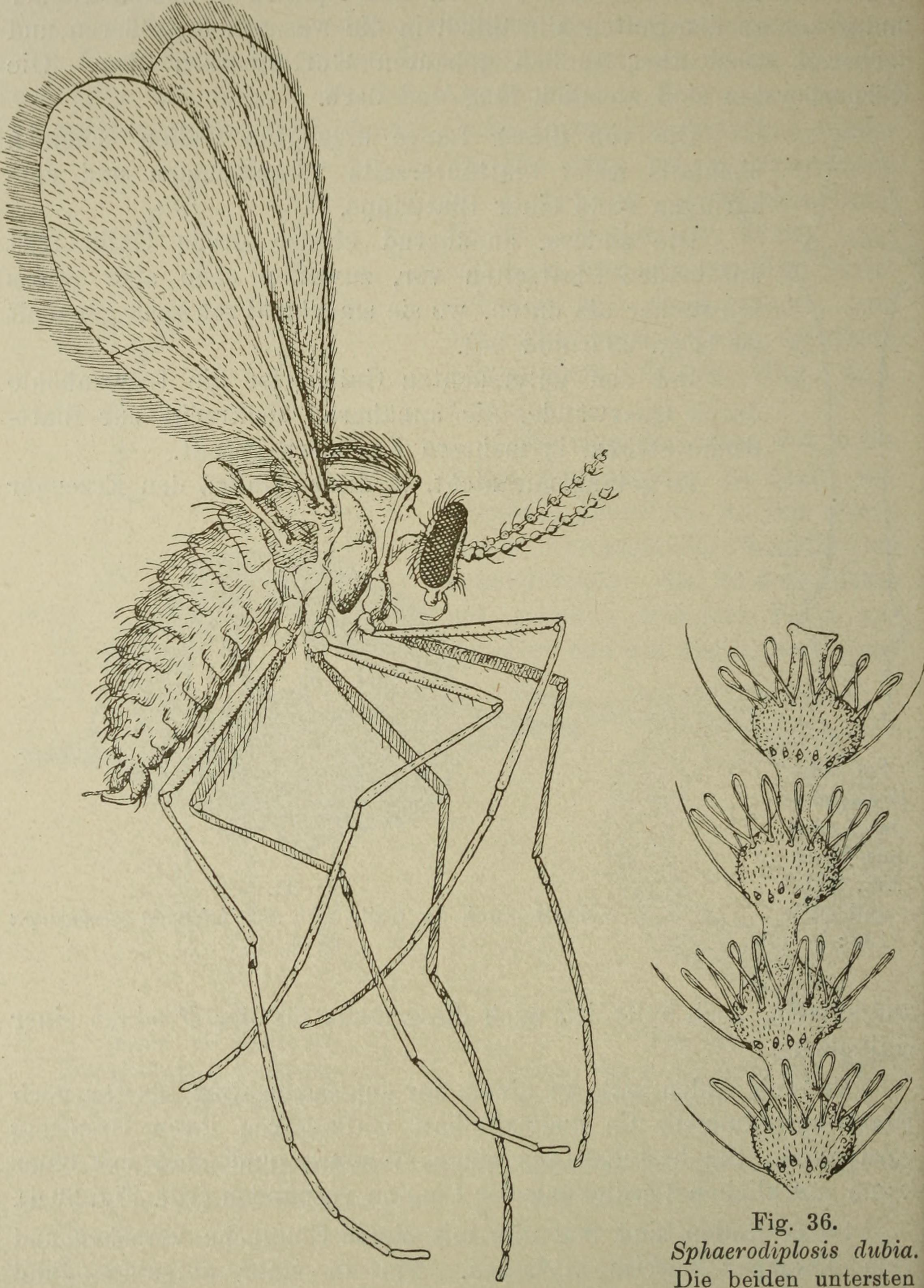
Une autre « cousine ».

## Biologie

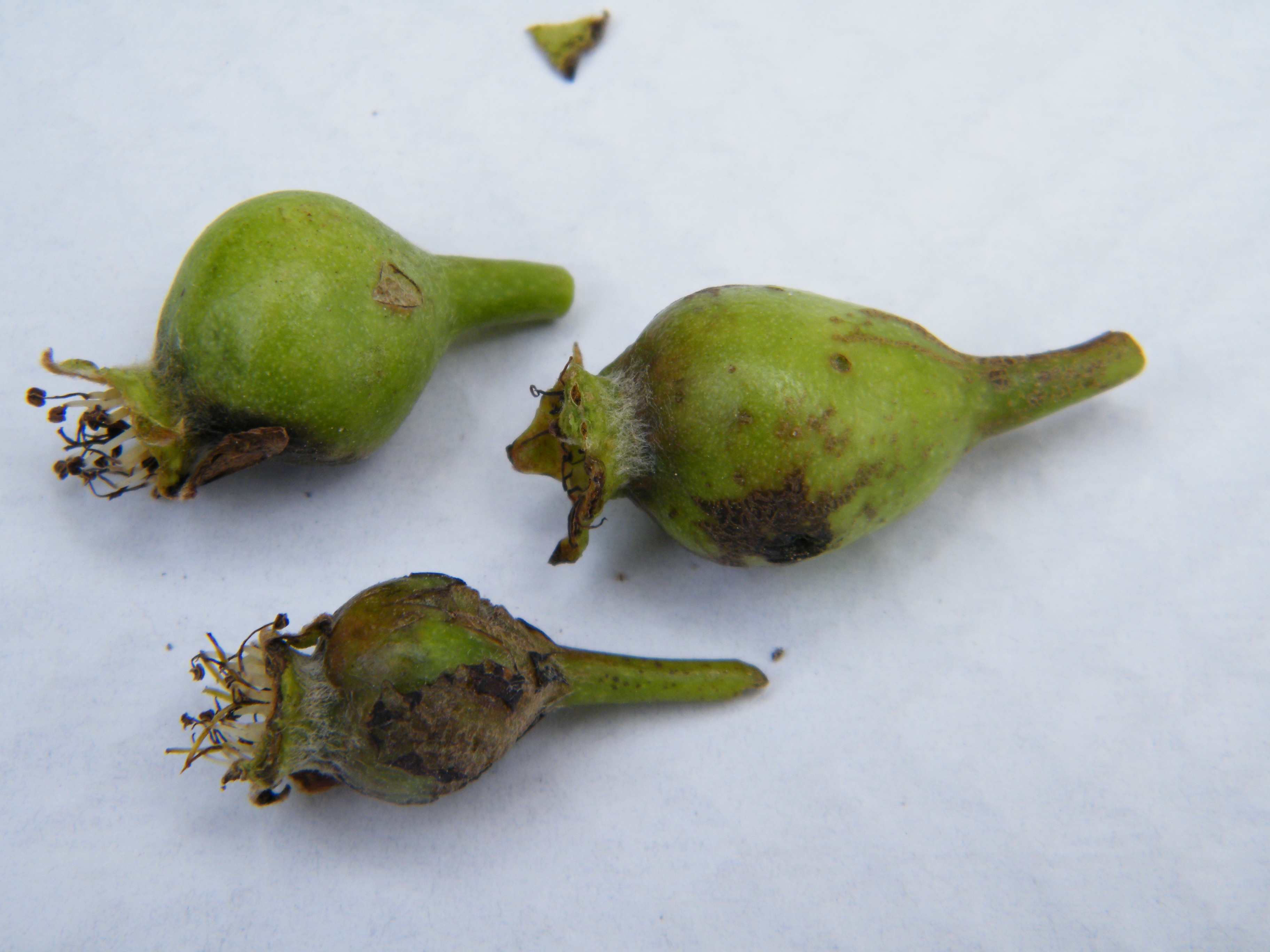
Poires Williams calebassées.
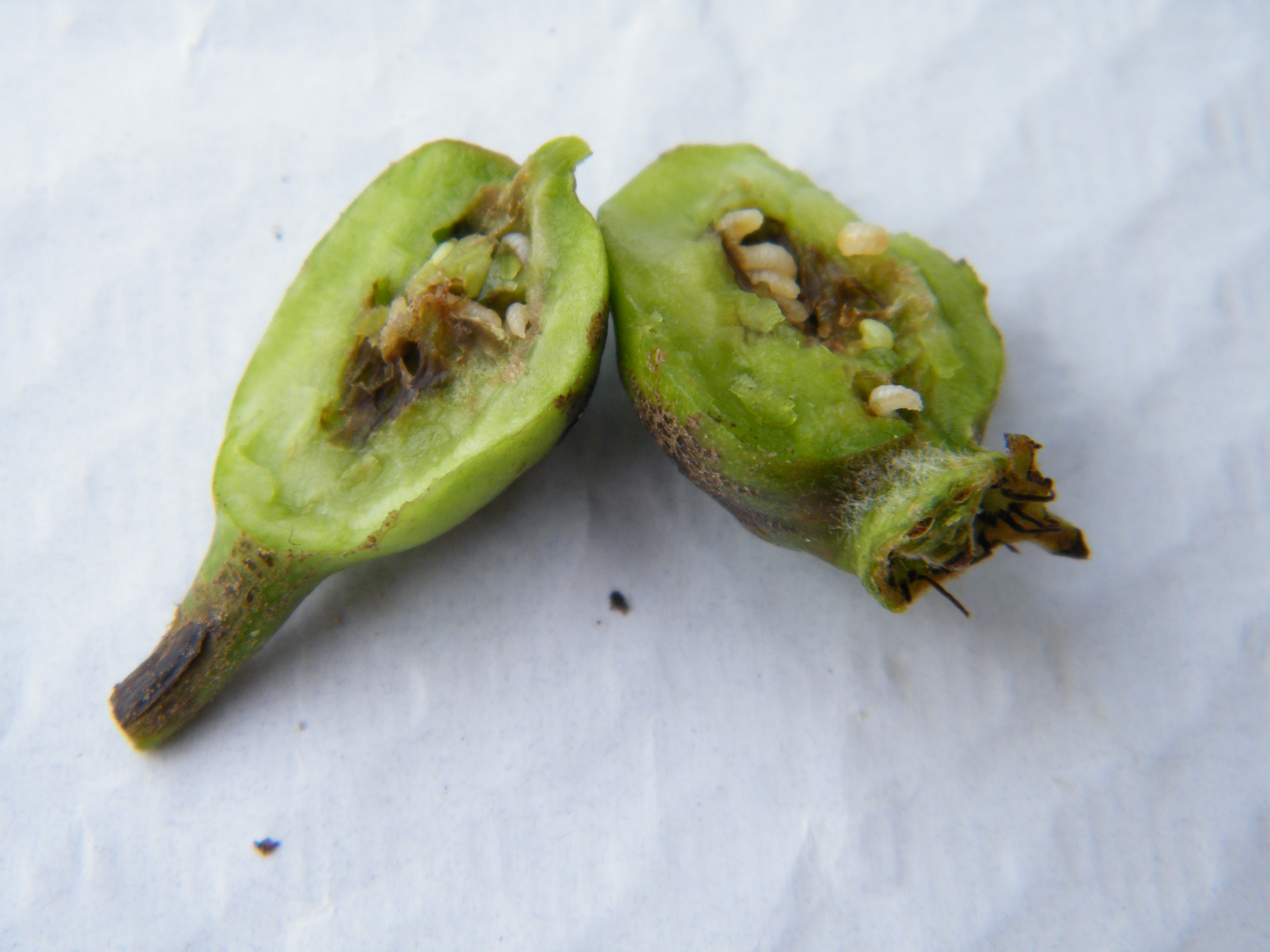
Larves de Contarinia pyrivora sur poires Williams.

Cette cécidomyie est liée au poirier. Elle pond de 20 à 30 œufs qui ont une période d'évolution embryonnaire de 4 à 5 jours. Le développement larvaire dure de 4 à 6 semaines.
La vie de l'insecte se limite à une génération par an.
Les adultes apparaissent au printemps à la fin mars ou début avril lorsque les boutons du poirier sont parvenus au stade D3 (boutons verts : écartement des boutons floraux, toujours fermés).
La durée du vol est de 5 à 14 jours. L'accouplement et la ponte ont lieu juste après la sortie. La femelle dévagine son ovipositeur, l'insinue entre les sépales et les pétales et dépose ses œufs en paquets de 12 à 15 sur les anthères ou sur le pistil.
Les jeunes larves pénètrent dans l'ovaire.
À la fin de leur développement, elles quittent le fruit par des fissures ou en perforant l'épiderme, sautent et s'enfoncent dans le sol à environ 5 cm de profondeur. Chacune se confectionne un cocon et se nymphose.
Les larves provoquent la déformation et une croissance accélérée de l'ovaire dans lequel elles se développent. Fin avril ou au début mai, les fruits attaqués se différencient des fruits sains par leur taille plus volumineuse et une forme irrégulière plus ou moins sphérique : poires "calebassées".
Par la suite, la dimension des fruits sains atteint et dépasse celle des fruits attaqués. La chute des fruits endommagés se produit alors, diminuant d'autant la récolte espérée.

## Moyens de lutte
- Comme traitement préventif, il peut être installé un voile anti-insectes, du mois de mai au mois de juillet .

- Au moment de la floraison, prévoir une pulvérisation avec une infusion de tanaisie et une préparation composée de 15 à 30 grammes de savon noir pour un litre d'eau.

- Pour un traitement curatif, les dégâts étant parfois limités, une lutte intensive n'est pas toujours nécessaire. Il est alors possible de couper et détruire les parties atteintes en veillant à ne pas les mettre dans le tas de compost.

En cas de nécessité, il est préconisé des pulvérisations avec une infusion d'absinthe.